# Ингем, Сэмюэль
Сэмюэль Делусенна Ингем (англ. Samuel Delucenna Ingham, 16 сентября 1779 — 5 июня 1860) — американский политик, конгрессмен, 9-й министр финансов США. 

## Биография
Ингем родился в Нью-Хопе, штат Пенсильвания, в крестьянской семье. Получил лишь элементарное образование, с молодости работал на бумажной фабрике. После смерти отца в 1798 году отправился в Нью-Джерси на заработки. Вернувшись, в своём родном городе Самуэль основал собственную фабрику.
Свою политическую карьеру Ингем начал в 1806 году с избрания в депутаты в Палату представителей от штата Пенсильвания. Этот пост он занимал до 1818 года. С октября 1819 по декабрь 1820 года Ингем работал в качестве секретаря правительства штата Пенсильвания. В 1822 году Самуэль Ингем был назначен представителем шестого избирательного округа штата Пенсильвания. В 1829 году политик прекращает деятельность Демократическо-республиканской партией и присоединяется к демократам.
С 1813 по 1815 год Ингем был назначен первым председателем комитета по пенсиям и компенсациям, а с 1815 по 1818 года и с 1825 по 1829 года председателем Почтового комитета.
6 марта 1829 года президент Эндрю Джексон назначил Самуэля Ингема на пост министра финансов США. После отставки он вернулся к производству бумаги, а также участвовал в разработке месторождений угля.
Умер Ингем 5 июня 1860 года в Трентоне, Нью-Джерси. Был похоронен на пресвитерианском кладбище в Солсбери, Пенсильвания.